# Stopa vede do Liptákova
Stopa vede do Liptákova je český krátkometrážní mokument z roku 1969, vůbec první filmové dílo představující osobnost Járy Cimrmana. Reprezentuje dřevní doby cimrmanologie s jejími otci zakladateli (Jiří Šebánek, Zdeněk Svěrák, Karel Velebný).  

## Děj
Film je fiktivní dokument dokládající prvenství kinematografu Járy Cimrmana před bratry Lumiérovými. Průvodce pořadem Zdeněk Svěrák nejprve zavede diváky do pojizerské vísky Liptákov, kde mu místní obyvatel pan Padevět ukáže stodolu, v níž objevil svitky s Cimrmanovými filmy. Následně v rozhovoru s filmovým historikem Myrtilem Frídou a cimrmanologem Evženem Hedvábným (dabuje Jan Kačer) rozkrývají jejich obsah a historii vzniku. Prokáže se, že Cimrman natočil svůj první film plných pět let před bratry Lumiérovými a jako první natočil i příjezd vlaku (v Pardubicích). 
Na jednom z objevených filmů je zachycen Cimrmanův převratný kříženec zajíce a ptáka, který měl dle jeho projektu vyřešit hladomory ve světě. Tento plán však překazily rakousko-uherské úřady. Jejich cenzurní zásahy navíc zničily i celou Cimrmanovu filmařskou dráhu. V jednom z posledních snímků, natočeném ze skříně klíčovou dírkou (čímž Cimrman objevil a poprvé použil i princip skryté kamery), pak vidíme zásah exekutorů v bytě, kde se jim marně brání osoba v ženských šatech. Další pátrání, opřené o odborný posudek ortopeda (Jiří Šebánek), odhalí, že touto osobou byl sám Jára Cimrman.
V závěru účinkující nastiňují další plány v objevování díla mistra, který „nedokázal netvořit“.